# マフィンガ丘陵
マフィンガ丘陵（Mafinga Hills）は、南部アフリカの2カ国であるマラウイとザンビア間の国境上に位置する丘陵・高原地域である。この地域の岩石は、珪岩、千枚岩などの変成岩のほか、堆積岩である長石質砂岩からなる。
この高原内で最も標高の高い場所はザンビア側にあり、当該地点の標高は2329mであるが、固有の名前は付けられていない。かつてこの地域は北部州と東部州間を行き来する際の難所であり、特に雨季の期間には困難なルートとなっていた。また、行き来の際の車は4輪駆動車であることが推奨されていた。現在は、両州の間にはイソカとムヨンベ間の道路（Isoka-Muyombe Road）が整備されたことで、この新たな斜面の下方を横切る最短のルートが主に使用されている。
また、ザンビア東部の主な河川の1つであるルアングワ川は、マフィンガ丘陵を水源としている。